# Макларен, Мэри
Мэри Макларен (англ. Mary MacLaren; 19 января 1896, Питтсбург, Пенсильвания — 9 ноября 1985, Голливуд, Калифорния) — американская киноактриса, менее известна как актриса водевилей.

## Биография
Мэри Айда Макдональд (настоящее имя актрисы) родилась 19 января 1900 года в Питтсбурге (штат Пенсильвания, США). Старшая сестра — Кэтрин Макдональд (1891—1956), тоже была довольно известной актрисой театра и кино, продюсером.
К 1914 году Мэри, взявшая себе сценический псевдоним Макларен, жила в Нью-Йорке, где выступала в театре «Зимний сад» в постановках «Проходное шоу» и «Танцуя вокруг». С 1916 года Макларен начала сниматься в кино и за свою карьеру длиной 25 лет (1916—1924 и 1931—1948) появилась в более чем 170 фильмах, впрочем в более чем 120 из них она не была указана в титрах; пять из них были короткометражными.
Макларен была атлетического телосложения, регулярно занималась сёрфингом, играла в теннис. Блондинка, с голубыми глазами, её рост составлял 162 см, а вес 56 кг.
Её кинокарьера чётко делится на две части. С 1916 по 1924 год она играла заметные роли в полнометражных лентах, всегда с указанием в титрах. В 1924 году девушка вышла замуж за полковника и уехала вместе с ним по служебным делам в Индию. Через четыре года они развелись, домой Макларен смогла вернуться только к 1931 году. После этого семилетнего перерыва она вернулась на экраны, но теперь, с наступлением эры звукового кино, актрису почти всегда приглашали на эпизодические роли, как правило без указания в титрах, в основном, медсестёр и служанок. Также, пока она была за границей, Биржевой крах 1929 года уничтожил почти все её сбережения. В 1948 году Макларен попала в серьёзное ДТП, после чего вернуться к работе киноактрисы стало невозможно. В 1952 году она попыталась издать полуавтобиографическую повесть «Искривлённое сердце», но в итоге было напечатано всего 200 экземпляров книги, за которые она заплатила из своего кармана.
В 1956 году скончалась сестра Мэри, Кэтрин, которая завещала ей 10 000 долларов (ок. 96 800 долларов в ценах 2021 года), однако эти деньги в конце концов отсудил себе сын покойной, племянник Мэри.
В 1979 году округ Лос-Анджелес пытался объявить 79-летнюю Макларен психически нездоровой, так как её ветхий дом с протекающей крышей был захламлен мусором и заселён большим количеством домашних животных. Бывшей актрисе удалось доказать суду, что она находится в здравом уме.
Мэри Макларен скончалась 9 ноября 1985 года в Голливуде. Похоронена на кладбище «Лесная поляна» в Глендейле (Калифорния).

### Личная жизнь
Макларен была замужем дважды, оба её мужа не имели отношения к кинематографу, детей у неё не было.
1. Джордж Герберт Янг, полковник шотландской армии. Брак заключён в 1924 году, в 1928 году последовал развод[6].
2. Роберт С. Коулман, слепой неходячий инвалид. Брак заключён 23 февраля 1965 года, 11 октября 1971 года мужчина скончался. Позже Макларен заявила, что вышла за него замуж из жалости.

## Избранная фильмография

### В титрах указана
- 1916 — Обувь[англ.] / Shoes — Ева Мейер, девушка из трущоб
- 1916 — Спасти имя семьи[англ.] / Saving the Family Name — Эстель Райан
- 1916 — Праздные жёны[англ.] / Idle Wives — Молли
- 1917 — Таинственная миссис М[англ.] / The Mysterious Mrs. M — Филлис Вудмен
- 1918 — Бассейн тщеславия[англ.] / The Vanity Pool — Марна Ройал
- 1919 — Ненакрашенная женщина[англ.] / The Unpainted Woman — Гудрун Трюгавсон
- 1919 — Лепесток в потоке[англ.] / A Petal on the Current — Стелла Шамп
- 1919 — Красивая, красивая Лесси[англ.] / Bonnie, Bonnie Lassie — Элайза Грэм
- 1921 — Дикий гусь[англ.] / The Wild Goose — Диана Мэннирс
- 1921 — Три мушкетёра / The Three Musketeers — королева Анна Австрийская
- 1922 — Через континент[англ.] / Across the Continent — Луиза Фоулер
- 1922 — Лицо в тумане[англ.] / The Face in the Fog — Мэри Доусон
- 1922 — Изгой[англ.] / Outcast — Валентина Морленд
- 1923 — На берегах Уобаша[англ.] / On the Banks of the Wabash — Ивонна
- 1923 — Под красной мантией[англ.] / Under the Red Robe — королева Анна Австрийская
- 1934 — Мужество Чарли Чана[англ.] / Charlie Chan's Courage — мать детей
- 1935 — Вперёд на Запад[англ.] / Westward Ho — Мамаша Уайатт
- 1935 — Новый рубеж[англ.] / The New Frontier — миссис Шоу
- 1940 — Неверные мужья[англ.] / Misbehaving Husbands — подруга-сплетница

### В титрах не указана
- 1916 — Где мои дети?[англ.] / Where Are My Children? — служанка
- 1933 — Профессиональная возлюбленная[англ.] / Professional Sweetheart — секретарша
- 1933 — Позиция стрелка[англ.] / Headline Shooter — убийца
- 1933 — Роман в мансарде[англ.] / Rafter Romance — офисный супервайзер
- 1934 — У меня есть ваш номер[англ.] / I've Got Your Number — миссис Бэннинг
- 1934 — Мода 1934 года[англ.] / Fashions of 1934 — покупательница в Maison Elegance
- 1934 — Дневник преступления[англ.] — Dinner Guest
- 1934 — Дом Ротшильдов[англ.] / The House of Rothschild — женщина в 1780 году
- 1934 — Люди в белом[англ.] / Men in White — медсестра
- 1934 — Ключ[англ.] / The Key — прохожая
- 1934 — Оператор 13[англ.] / Operator 13 — Confederate Party Guest
- 1934 — Жизнь Верджи Уинтерс[англ.] / The Life of Vergie Winters — медсестра
- 1934 — Клеопатра / Cleopatra — римлянка
- 1934 — Весёлая разведённая / The Gay Divorcee — постоянная посетительница ночного клуба «Revue Intime»
- 1934 — Эвелин Прентайс[англ.] / Evelyn Prentice — слушательница в суде
- 1934 — С вашего позволения[англ.] / By Your Leave — сотрудница костюмерной компании
- 1935 — Клайв из Индии[англ.] / Clive of India — медсестра
- 1935 — Тень сомнения[англ.] / Shadow of Doubt — хозяйка ночного клуба
- 1935 — После работы[англ.] / After Office Hours — служанка
- 1935 — Отверженные[англ.] / Les Misérables — медсестра
- 1935 — Леди жаждут возбуждения[англ.] / Ladies Crave Excitement — служанка
- 1935 — Эскапада[англ.] / Escapade — медсестра
- 1935 — Чёрная комната[англ.] / The Black Room — монахиня
- 1935 — Зов предков / Call of the Wild — жительница Доусона
- 1935 — Руки на столе[англ.] / Hands Across the Table — горничная
- 1936 — Юный лорд Фаунтлерой[англ.] / Little Lord Fauntleroy — служанка
- 1936 — Капитан Январь[англ.] / Captain January — гувернантка
- 1936 — Сад Аллаха[англ.] / The Garden of Allah — монахиня
- 1936 — Теодора сходит с ума[англ.] / Theodora Goes Wild — миссис Уилсон
- 1936 — Воссоединение[англ.] / Reunion — миссис Огден
- 1937 — Под покровом ночи[англ.] / Under Cover of Night — выпускница
- 1937 — Морские дьяволы[англ.] / Sea Devils — медсестра
- 1937 — Майские дни[англ.] / Maytime — придворная дама
- 1937 — Человек, который нашёл себя[англ.] / The Man Who Found Himself — Мэри
- 1937 — День на скачках[англ.] / A Day at the Races — медсестра
- 1937 — Фабрика грёз[англ.] / Stand-In — Наоми, звезда немого кино
- 1937 — Ничего святого / Nothing Sacred — гостья на банкете
- 1938 — Я вновь встретил свою любовь[англ.] / I Met My Love Again — работница колледжа
- 1938 — Большое радиовещание в 1938 году[англ.] / The Big Broadcast of 1938 — женщина
- 1938 — Разгром рэкета / Smashing the Rackets — медсестра
- 1938 — Молодой доктор Килдейр[англ.] / Young Dr. Kildare — жительница дома, принесшая одеяло
- 1938 — Люди в страхе[англ.] / Men in Fright — медсестра с мороженым (к/м)
- 1939 — Полночь / Midnight — гостья на вечеринке Стефани
- 1939 — Сержант Мэдден[англ.] / Sergeant Madden — посетительница больницы
- 1939 — Юнион Пасифик / Union Pacific — жена чиновника
- 1939 — Человек победы[англ.] / Man of Conquest — женщина
- 1939 — Я украл миллион[англ.] / I Stole a Million — медсестра
- 1939 — Лишь на словах[англ.] / In Name Only — медсестра за столом
- 1939 — Мистер Смит едет в Вашингтон / Mr. Smith Goes to Washington — старшая сестра
- 1940 — Тень / The Shadow — медсестра Планкитт (в 9 серии)
- 1940 — Пока мы не встретимся снова[англ.] / ’Til We Meet Again — женщина, спящая в шезлонге
- 1941 — Святой в Палм-Спрингс / The Saint in Palm Springs — гостиничная горничная
- 1941 — Леди Ева / The Lady Eve — вдова-кокетка на корабле
- 1941 — Цветы в пыли / Blossoms in the Dust — участница торгов
- 1941 — Закат в Вайоминге[англ.] / Sunset in Wyoming — миссис Хэйнс
- 1943 — Человек-леопард / The Leopard Man — монахиня
- 1943 — Вокруг света[англ.] / Around the World — медсестра
- 1944 — Леди в ночи[англ.] / Lady in the Dark — библиотекарь
- 1944 — Завтра, мир![англ.] / Tomorrow, the World! — женщина на тротуаре
- 1945 — Китти[англ.] / Kitty — служанка
- 1946 — Каждому своё / To Each His Own — женщина в зале Великой Армии Республики[англ.] / медсестра
- 1948 — Мечтательница[англ.] / Dream Girl — жена судьи Аллертона
- 1948 — Моя личная настоящая любовь[англ.] / My Own True Love — женщина в хижине

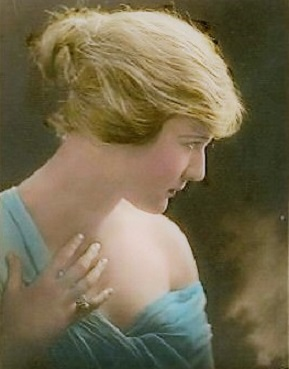
Фото 1916 г.
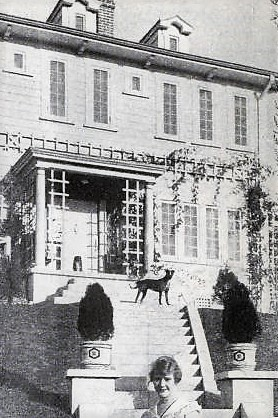
Перед своим домом в Голливуде, 1917 г.
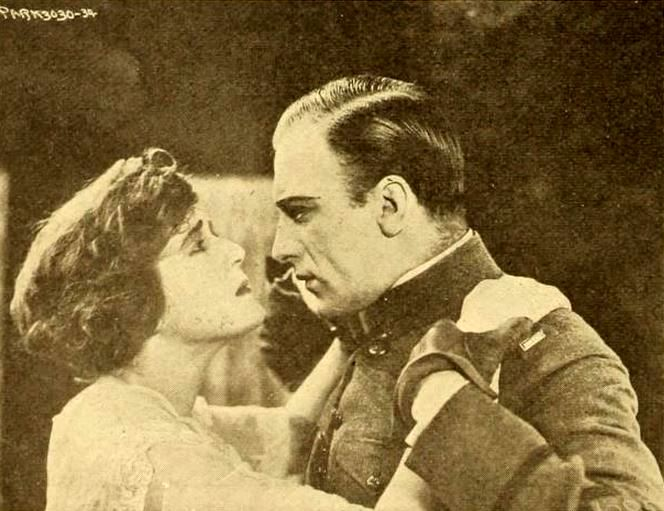
С Фрэнком Майо[англ.] в фильме «Удивительная жена» (1919)
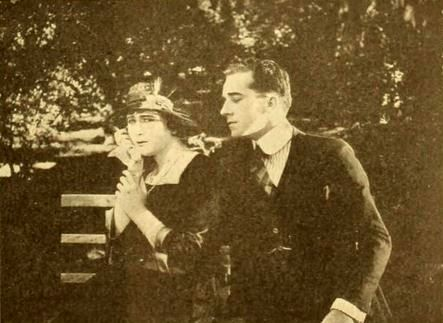
С Джеком Малхоллом в фильме «Скрипучая лестница» (1919)
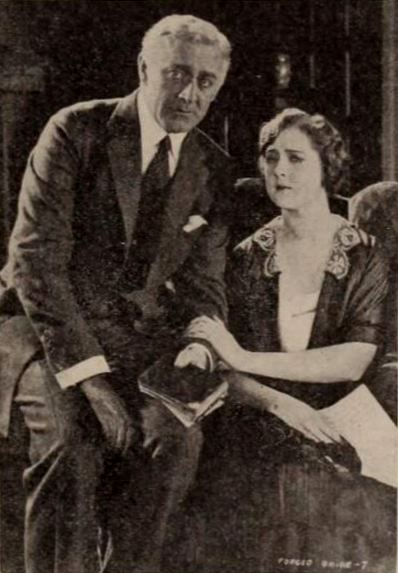
С Дж. Барни Шерри[англ.] в фильме «Подкованная невеста» (1920)
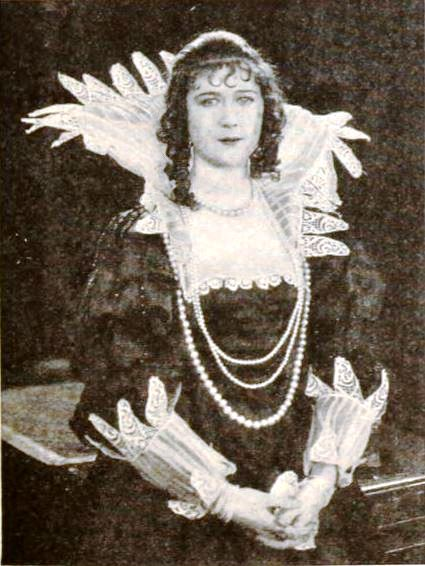
В фильме «Три мушкетёра» (1921)
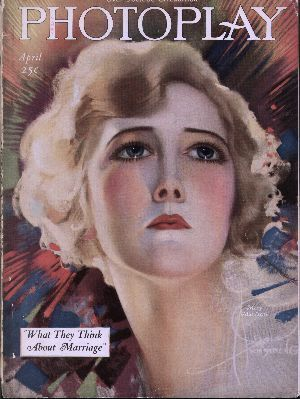
На первой обложке журнала Photoplay за апрель 1921 г.
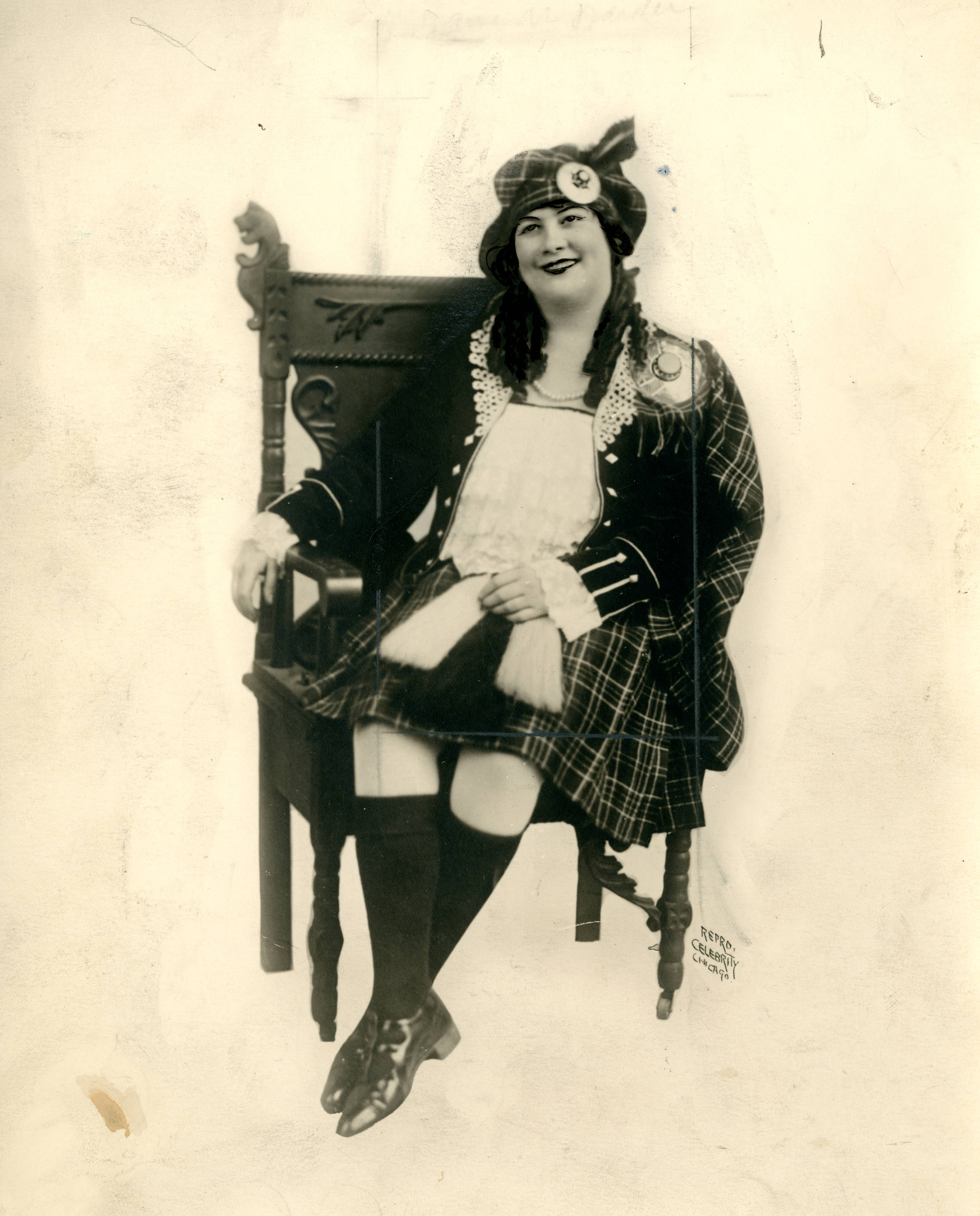
Фото 1923 г.
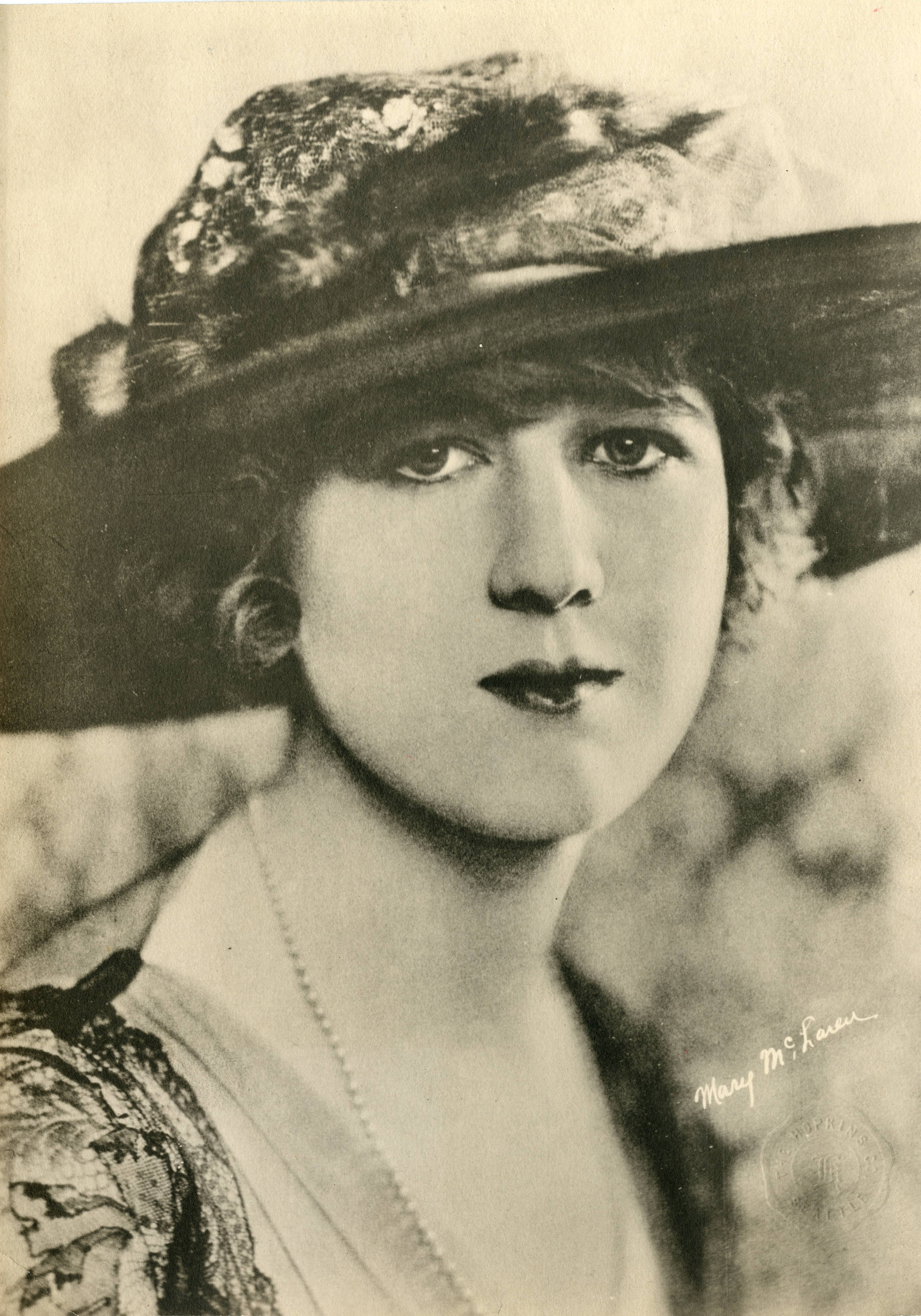
Фото 1924 г.
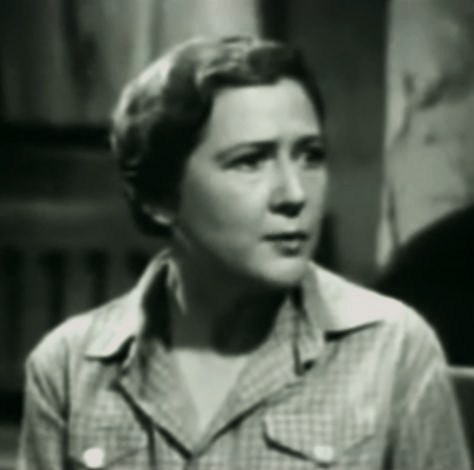
В фильме «Законник родился» (1937)